# Барський Олег Миколайович
Оле́г Микол́айович Ба́рський (14 червня 1976, Миколаїв — 17 липня 2014, Маринівка, Шахтарський район) — солдат Збройних сил України. Гранатометник 79-ї окремої аеромобільної бригади, учасник російсько-української війни.

## Життєпис
Народився 1976 року в місті Миколаїв. Навчався в школі № 34 міста Миколаєва, після закінчення якої у 1993, служив у військах Одеського військового округу, заочно закінчив Миколаївську філію Київського університету культури і мистецтв з двома червоними дипломами за двома спеціальностями, потім працював у приватній структурі.
У березні 2014 року він вступив до лав миколаївського ополчення і чергував на блокпосту. У травні того ж року пішов добровольцем на боротьбу з бойовиками-терористами в рядах 79-ї окремої аеромобільної бригади. Командував гранатометним відділенням. Брав участь у боях під Ізвариним, Волновахою, обороняв Савур-Могилу, рятуючи товаришів під обстрілами.
Загинув у бою 17 липня 2014 року біля прикордонного села Маринівка (Донецька область) під час обстрілу ворожими силами з РСЗВ «Град».
Похований 23 липня 2014 року в смт Березанка.
Без Олега лишились дружина та син.

## Нагороди
За особисту мужність і героїзм, виявлені у захисті державного суверенітету та територіальної цілісності України, вірність військовій присязі нагороджений
- орденом «За мужність» III ступеня (8 вересня 2014 року, посмертно).

## Вшанування пам'яті
У листопаді 2014 на фасаді миколаївської школи № 34, де вчився загиблий воїн, відкрили меморіальну дошку.